# Glycaspis forcipata
Glycaspis forcipata är en insektsart som först beskrevs av Crawford 1917.  Glycaspis forcipata ingår i släktet Glycaspis och familjen rundbladloppor. Inga underarter finns listade i Catalogue of Life.